# Mike Flynn (cestista)
Michael David Flynn, detto Mike (Casablanca, 31 luglio 1953), è un ex cestista statunitense, professionista nella ABA, nella NBA e in Svezia.

## Carriera
Venne selezionato dai Philadelphia 76ers al settimo giro del Draft NBA 1975 (113ª scelta assoluta).